# 许遐
许遐（3世纪—315年），字思祖，高阳郡（今河北省高阳县）人，中国西晋、汉赵人物，官至侍中，许奇之子，许允之孙。
312年，永嘉之乱后，刘粲、刘曜把晋朝尚书卢志、侍中许遐、太子右卫率崔玮送到平阳。九月，刘聪任命卢志为太弟太师，崔玮为太弟太傅，许遐为太弟太保。 315年，东宫延明殿降了血雨，太弟刘乂对此很厌恶，询问崔玮、许遐。崔玮、许遐对刘乂说：“主上往日让殿下担任太弟，是想安定众心。他想要晋王刘粲当皇储，已经很久了。王公以下的官员莫不迎合附和。今又让晋王担任相国，仪仗威重，超过东宫。军国大事，没有不经过他的，诸王也都置营兵作为羽翼。殿下不但不能继位，而且早晚会有不测之危，不如早安排对策。现在皇宫四卫精兵有五千人以上，相国刘粲轻佻，一个刺客可以解决。大将军刘敷天天出去，他的军营可以袭取。剩下的诸王都年幼，容易解决。如果殿下有意，那么两万精兵举手可成，入云龙门，宿卫兵士，谁不倒戈来欢迎殿下！不必忧虑大司马刘曜。”刘乂不同意。东宫舍人荀裕告发崔玮、许遐劝说刘乂谋反，刘聪把崔玮、许遐拘捕关入诏狱，安上其他罪名杀害，软禁刘乂不许他参加朝会。